# Битва за Батаан (1942)
Битва за Батаан (7 января — 9 апреля 1942) — одно из решающих сражений Филиппинской операции в ходе Второй мировой войны. Проводилась японской армией с целью подавления сопротивления американо-филиппинской группировки на полуострове Батаан и острове Коррехидор, успех позволил Японии установить контроль над островом Лусон и всем Филиппинским архипелагом.

## Предшествующие события
- 9 декабря 1941 — японская авиация атаковала американскую базу Кларк-Филд на острове Лусон и уничтожила более 100 американских самолётов, в том числе 17 бомбардировщиков B-17, предназначавшихся для налётов на Тайвань.
- 10 декабря — высадка первых японских десантов на Лусон. В их задачу входили захват аэродромов и подготовка вторжения основных сил японской армии.
- 22-24 декабря — высадка главных сил 14-й армии в заливе Лингаен и в районе Ламона. Наступление японской армии на Манилу.
- 23 декабря — генерал Макартур отдал приказ об отходе на полуостров Батаан.
- 2 января 1942 — японские войска вступили в Манилу.

## Ход сражения
9 января японская армия под командованием генерал-лейтенанта Масахару Хоммы атаковала восточный фланг линии Абукай-Маубан. Союзники оставили линию Абукай-Маубан 22 января и заняли оборону на линии Орион-Багак. Японцы несколько раз пытались прорвать эту линию и высадить десант на юге полуострова, но эти атаки были отбиты. 8 февраля генерал-лейтенант Хомма приказал приостановить боевые действия для перегруппировки войск. Японские войска страдали от тропических болезней и не предпринимали попыток прорвать оборону союзников до начала апреля. 12 марта генерал Макартур покинул зону боевых действий. 3 апреля, после артиллерийской подготовки и бомбардировки, японцы прорвали линию Орион-Багак. 8 апреля генерал-майор Эдвард Кинг послал предложение о капитуляции, а на следующий день армия союзников сдалась.

## Батаанский марш смерти
Японцы конвоировали военнопленных в лагеря. Военнопленные должны были идти пешком. Многие не выдерживали долгого перехода и умирали от жары и истощения. Марш сопровождался немотивированным применением силы и убийствами со стороны конвоиров и привёл к большим потерям среди военнопленных и гражданских лиц.

## Мемориал на горе Самат
На горе Самат, месте самых ожесточённых боёв, были возведены мемориальный комплекс и музей. Самым примечательным объектом комплекса является гигантский крест. Основание креста украшено изображениями героев Филиппин, а в горизонтальной части креста находится смотровая площадка.